# Mont Rainier
Vous lisez un « bon article » labellisé en 2007.
Pour les articles homonymes, voir Mont Rainier (homonymie).
Le mont Rainier, en anglais Mount Rainier, est un volcan situé dans l'État de Washington, aux États-Unis. Culminant à 4 392 mètres d'altitude, il constitue le point culminant de l'État et de la chaîne des Cascades. Il est recouvert par une importante calotte glaciaire. C'est un stratovolcan actif de l'arc volcanique des Cascades, dont la dernière éruption remonterait à la fin du XIXe siècle. Situé à une centaine de kilomètres au sud-sud-est de l'agglomération de Seattle, il présente des risques pour les populations et les infrastructures environnantes, notamment en raison des potentiels lahars.
Découvert par les premiers Européens en 1792 lors d'un voyage d'exploration  mené par George Vancouver, le volcan tire son nom de son ami, le contre-amiral dans la Royal Navy Peter Rainier. Sa première ascension remonte à 1870. Dans les années 1890, la nécessité de protéger ses ressources naturelles et économiques est démontrée ; il est ainsi intégré au parc national du mont Rainier, qui attire depuis une foule de visiteurs en quête de nature et d'alpinistes à la recherche de sommets. Son ascension présente des difficultés liées à la météorologie et à l'évolution en milieu glaciaire.

## Toponymie
George Vancouver nomme la montagne le 8 mai 1782 en hommage à son ami le contre-amiral Peter Rainier. Sur la carte dressée par l'expédition Lewis et Clark entre 1804 et 1806, ce nom apparaît sous l'orthographe « Mt. Regniere ». En 1890, l'United States Board on Geographic Names officialise le nom de « mont Rainier ». Il ne fait toutefois pas consensus, si bien que, en 1924, le Congrès des États-Unis débat encore d'une résolution pour adopter un nom d'origine amérindienne,. Ce sujet regagne en importance après 2015 et le renommage officiel du Denali en Alaska. Les habitants de la région de Seattle désignent simplement le mont Rainier comme « la Montagne ».
Dans les langues amérindiennes, la montagne est appelée təqʷúʔbəʔ, signifiant « montagne couverte de neige », et translittéré en Tacobet, Tahoma ou Tacoma,, ou xʷaq̓ʷ, signifiant « essuie-glace du ciel » en lushootseed ; il est appelé Taxúma en sahaptin. Dans son ouvrage de voyage posthume The Canoe and the Saddle en 1862, Theodore Winthrop lui-même continue à appeler la montagne « Tacoma ». Les habitants de Tacoma préfèrent également l'appellation « mont Tacoma » et pendant longtemps les deux noms sont considérés comme interchangeables,. On trouve également le nom Pooskaus.

## Géographie

### Situation

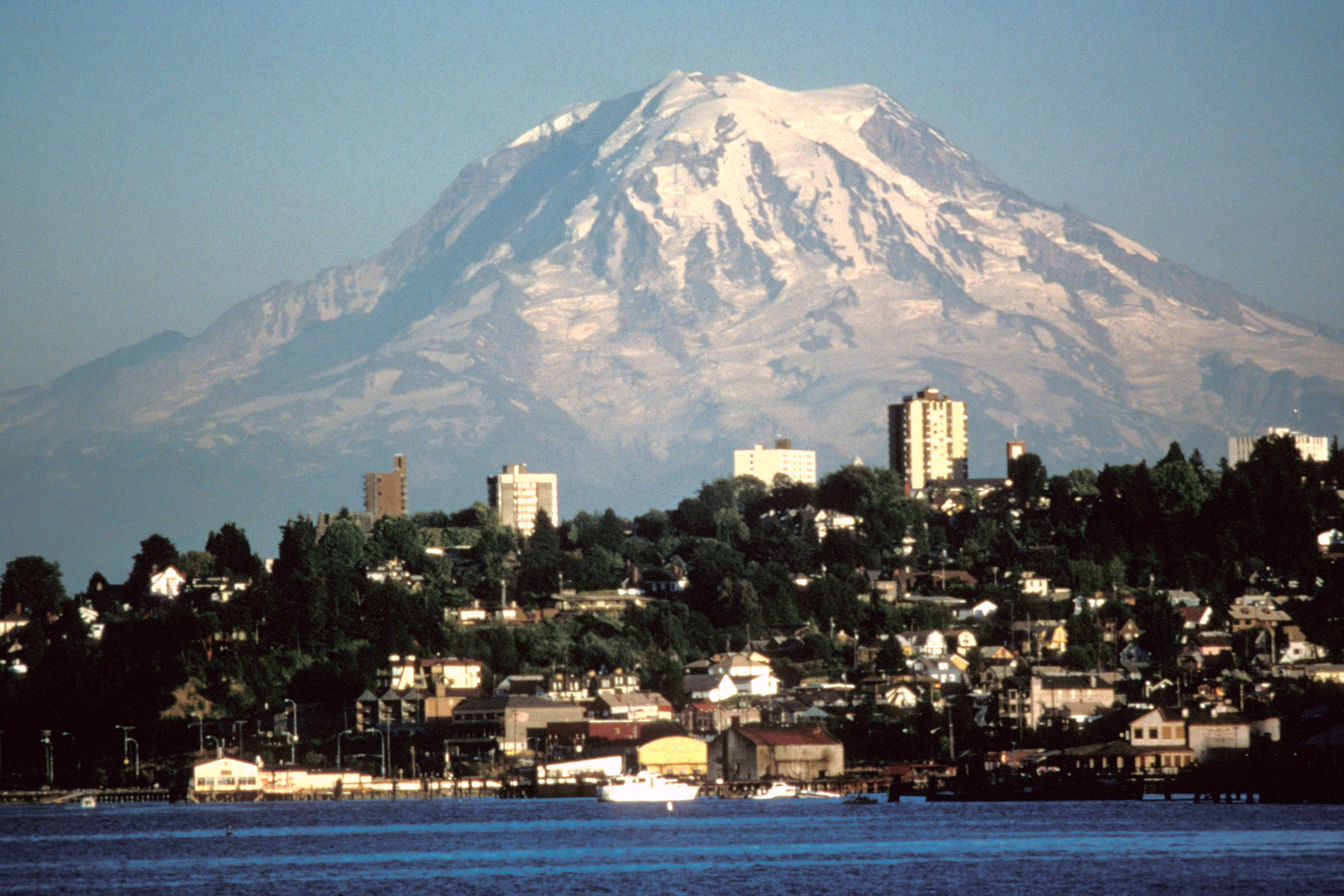
Vue du mont Rainier depuis la ville de Tacoma au nord-ouest.

Le mont Rainier est situé dans le Nord-Ouest des États-Unis, dans l'Ouest de l'État de Washington, dans le comté de Pierce,. Il s'élève à 70 kilomètres au sud-est de Tacoma et du Puget Sound, à 95 kilomètres au sud-sud-est de Seattle, ville la plus peuplée de l'État, d'où il est aisément visible, à 100 kilomètres à l'ouest-nord-ouest de Yakima et à 120 kilomètres au nord-est de Longview. Par temps clair, il est aussi possible de l'apercevoir depuis le pic Marys (en) à Corvallis dans l'Oregon, à 300 kilomètres au sud-sud-ouest, ou depuis Victoria à la pointe sud-est de l'île de Vancouver dans la province canadienne de Colombie-Britannique, à 210 kilomètres au nord-ouest. Les côtes principales de l'océan Pacifique se trouvent à environ 175 kilomètres à l'ouest. Le volcan le plus proche est le mont Adams, également dans la chaîne des Cascades, à 75 kilomètres au sud-sud-est, tandis que le sommet plus élevé le plus proche est le mont Whitney, dans la sierra Nevada, à près de 1 200 kilomètres au sud.

### Topographie
Culminant à 4 392 mètres d'altitude,, le mont Rainier est le point culminant de la chaîne des Cascades, de l'arc volcanique des Cascades et de l'État de Washington. La base du volcan couvre une superficie d'environ 250 km2. Le sommet est composé de deux cratères qui dégagent de la chaleur empêchant la neige de s'accumuler à plusieurs endroits. Les vapeurs chaudes sculptent des galeries dans la glace recouvrant le sommet. Sa proéminence est de 4 029 mètres, ce qui en fait le quatrième d'Amérique du Nord.
Le sommet du mont Rainier possède trois cimes : la plus élevée se nomme Columbia Crest, ; la deuxième est Point Success (4 315 mètres), une cime secondaire au sud-ouest,, et la troisième Liberty Cap (4 303 mètres et 151 mètres de proéminence) au nord-ouest,. Sur le flanc oriental se trouve également le pic Little Tahoma à 3 394 mètres, qui est un vestige érodé du mont Rainier lorsqu'il était encore plus élevé ; avec 256 mètres de proéminence, et en dehors des voies principales vers le sommet du mont Rainier, il peut être considéré comme un sommet distinct et, le cas échéant, le troisième plus élevé de l'État de Washington après le mont Adams.

Carte topographique des South Washington Cascades.
Carte topographique de l'Institut d'études géologiques des États-Unis du mont Rainier.
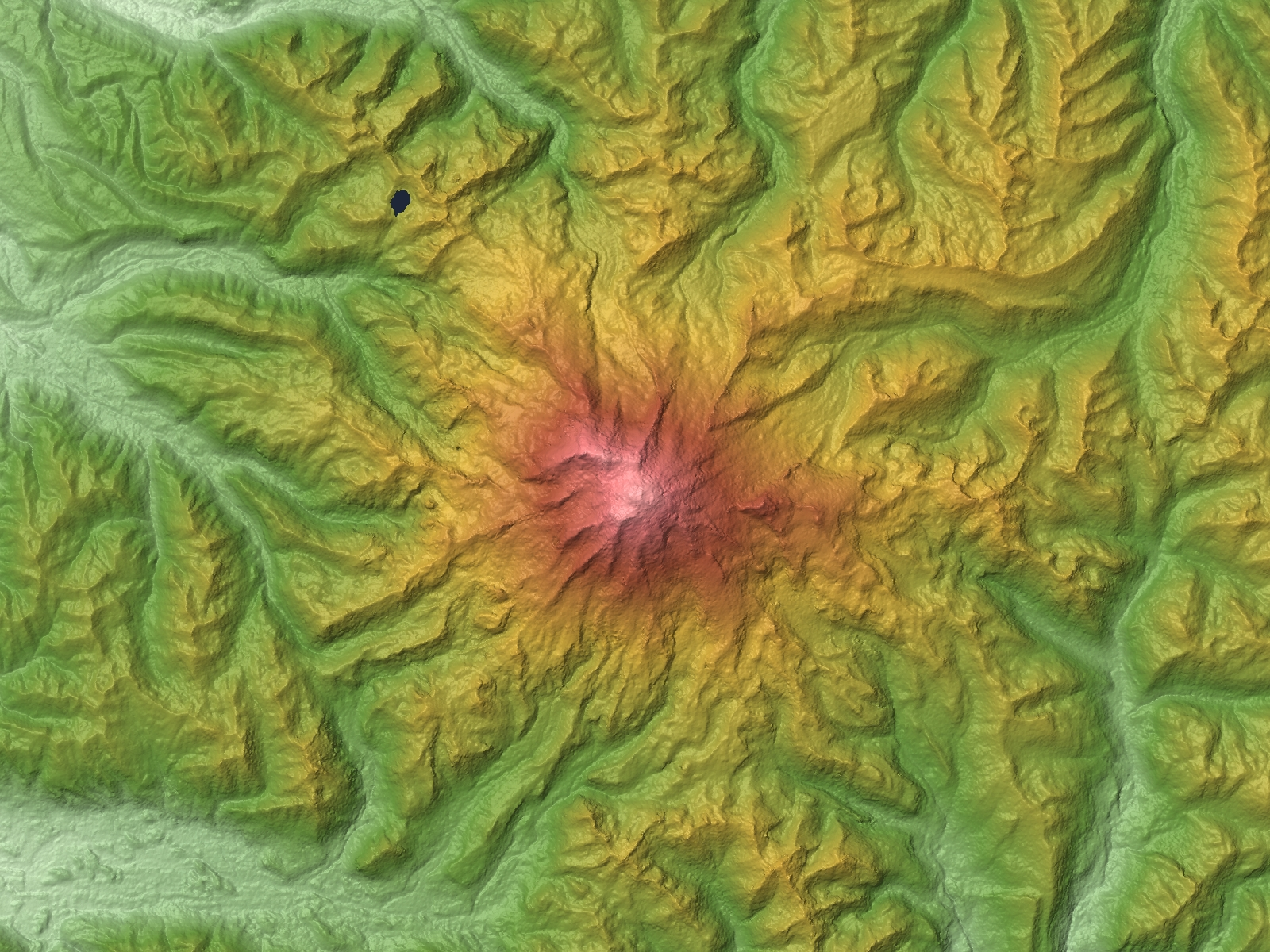
Représentation SRTM du mont Rainier.
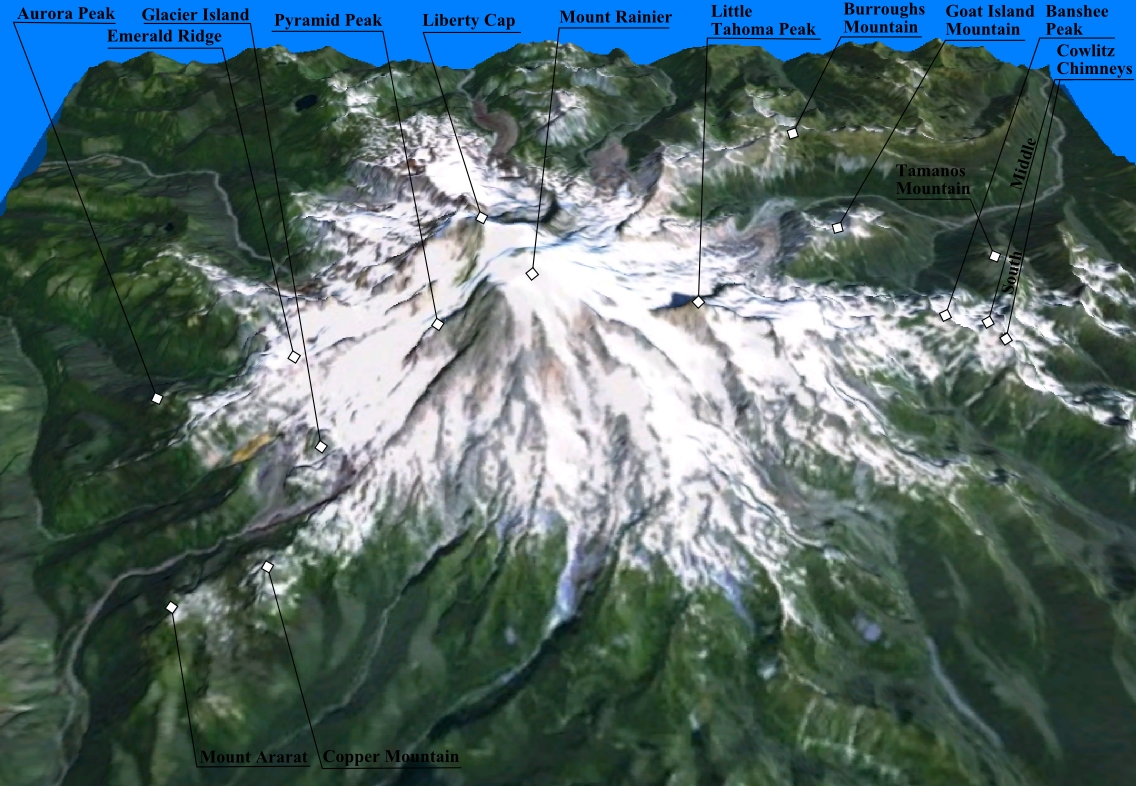
Représentation du mont Rainier en trois dimensions.
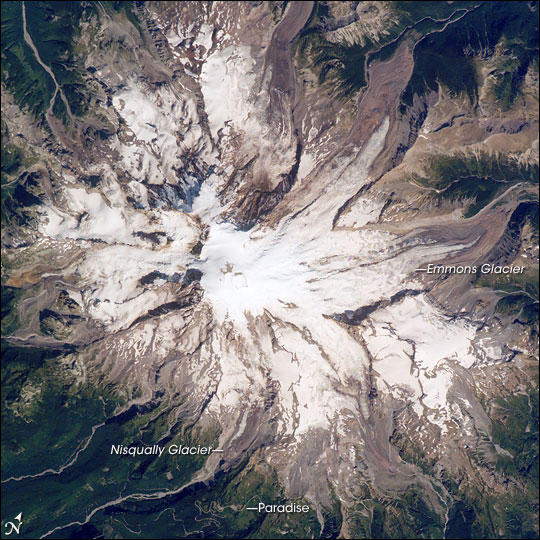
Vue du mont Rainier depuis la Station spatiale internationale.
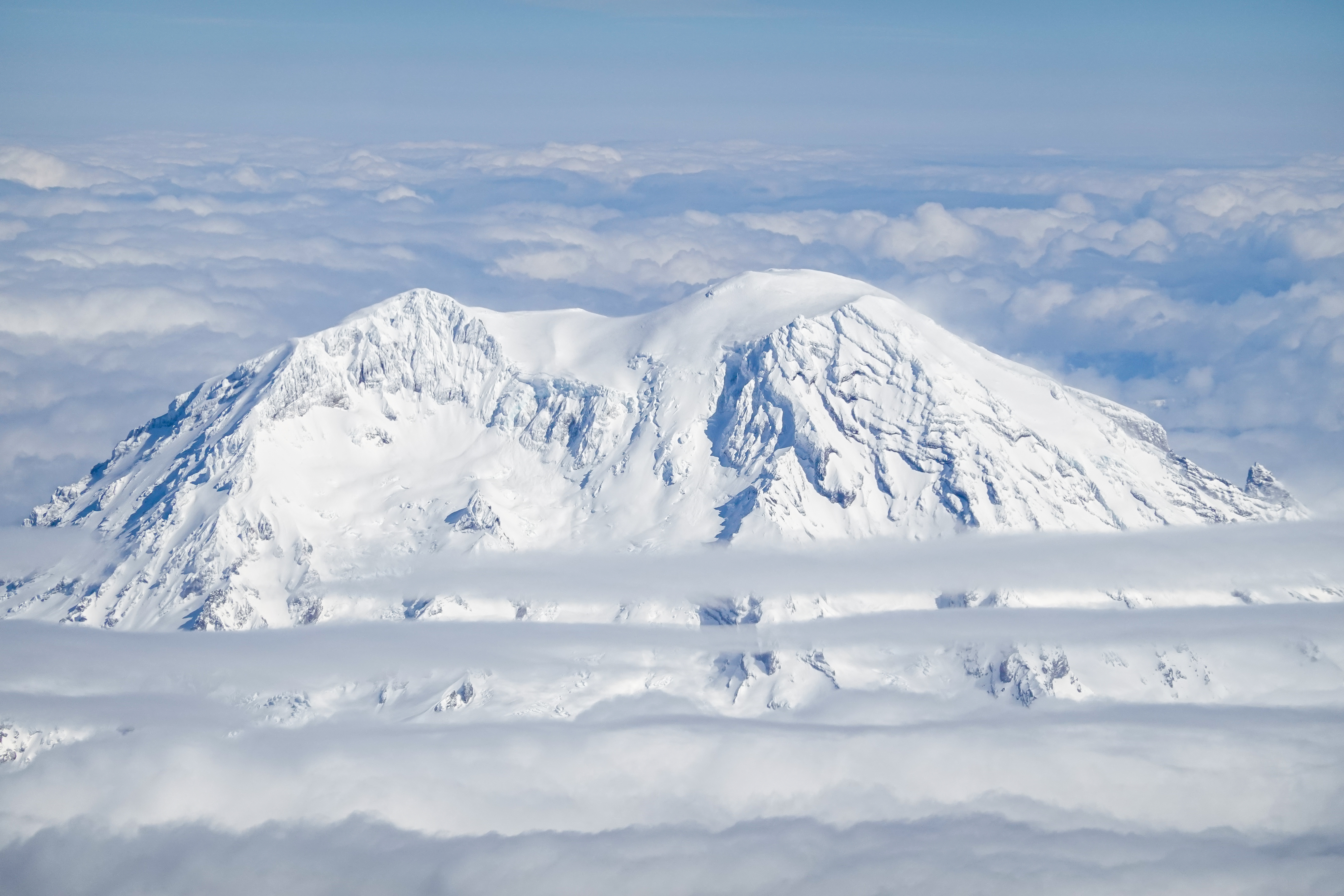
Vue aérienne du sommet du mont Rainier depuis l'ouest.

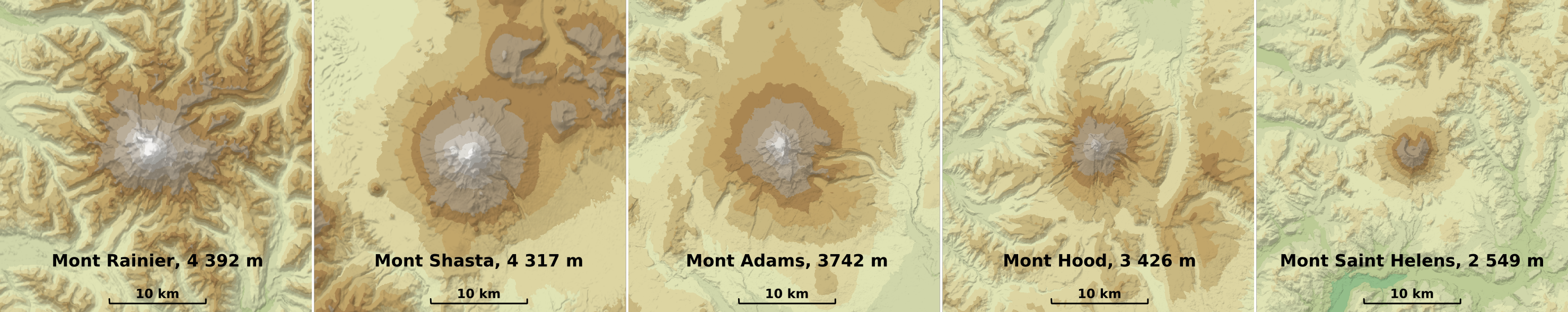
Comparaison, à la même échelle, avec d'autres volcans de la chaîne des Cascades.

### Hydrographie
Le mont Rainier abrite le plus grand système glaciaire des États-Unis en dehors de l'Alaska autour d'un seul sommet : 28 glaciers cumulant un peu moins de 80 km2 en 2015. Ils ont reculé de 52 km2 depuis 1896, malgré une phase de légère avancée de 1971 à 1981, et ce recul s’accélère depuis le XXIe siècle,. Il s'agit, en partant du nord dans le sens horaire, des glaciers Carbon, Winthrop, Inter, Emmons, Fryingpan et Sarvant (isolé sur une arête à l'est), Whitman, Ohanapecosh, Ingraham, Cowlitz, Paradise, Williwakas, du champ de neige Muir, des glaciers Nisqually, Wilson, Van Trump, Kautz, Success, Pyramid, South Tahoma, Tahoma, Puyallup, South Mowich, Edmunds, North Mowich, Liberty Cap, Flett et Russell ; le glacier Stevens, qui se trouvait au niveau de la partie terminale du glacier Paradise, a officiellement disparu en 2021, tandis que les glaciers Pyramid et Van Trump ne comportent plus que des fragments.
La rivière White, qui naît des glaciers du quart nord-est du mont Rainier, à commencer par le glacier Emmons pour sa branche principale, ainsi que les rivières Carbon et Mowich, qui prennent leur source aux glaciers du même nom, sont des affluents en rive droite du fleuve Puyallup qui naît des glaciers Puyallup et Tahoma pour aboutir dans le Puget Sound à Tacoma. Le fleuve Nisqually y trouve également son embouchure un peu plus au sud après avoir collecté sur le versant sud les eaux notamment du Van Trump Creek, de la rivière Paradise, du Kautz Creek et de son affluent Pyramid Creek, ainsi que du Tahoma Creek né du glacier South Tahoma. Enfin, la rivière Cowlitz naît sur le quart sud-est du volcan de la jonction de sa branche Muddy Fork et de la rivière Ohanapecosh, avant de se jeter dans le fleuve Columbia,.

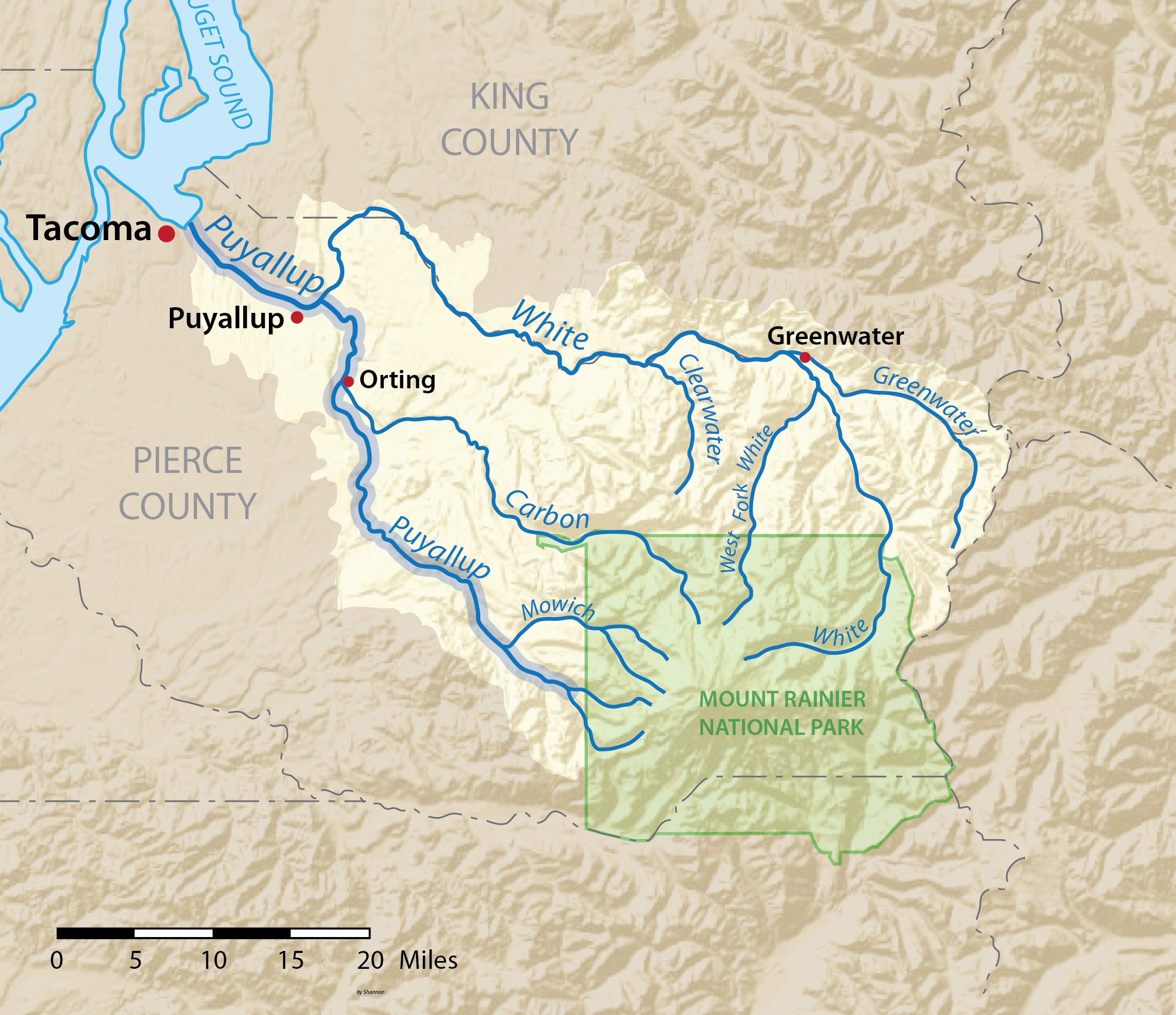
Carte du bassin versant du fleuve Puyallup.
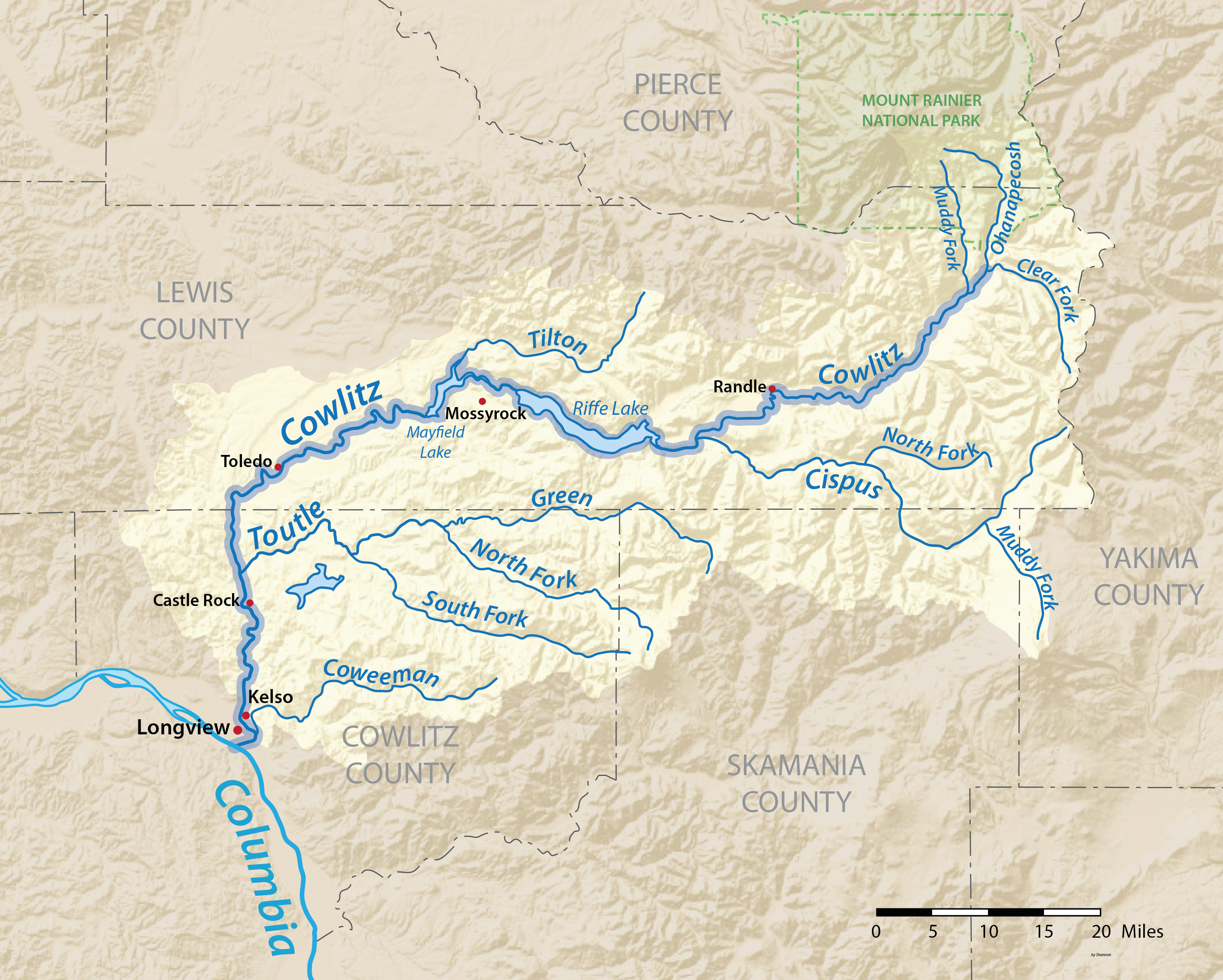
Carte du bassin versant de la rivière Cowlitz, affluent du fleuve Columbia.

Le cratère occidental du volcan abrite un lac de cratère subglaciaire d'environ 40 × 10 mètres et de 5 mètres de profondeur, le plan d'eau le plus élevé d'Amérique du Nord avec une surface à 4 329 mètres d'altitude. Situé à plus de cinquante mètres sous la glace, il est uniquement accessible par les galeries creusées par les vapeurs chaudes qui proviennent du cœur du volcan,. Le plus grand lac présent sur les pentes du mont Rainier est le lac Mowich, à 1 502 mètres d'altitude au nord-ouest, avec un peu moins de 50 hectares.

### Géologie

Schéma de la zone tectonique de la chaîne des Cascades.

L'arc volcanique des Cascades apparaît à l'aplomb d'une zone de subduction, Cascadia, 36 millions d'années BP, formée par l'enfoncement d'un reliquat de la plaque Farallon, la plaque Juan de Fuca sous la plaque nord-américaine. L'activité volcanique diminue, entre 17 et 12 millions d'années BP, au cours du Miocène. Toutefois, avec la séparation simultanée de la plaque Explorer et l'épaississement de la zone de subduction, l'angle du plan de Wadati-Benioff augmente. Les frictions deviennent plus intenses, le relief s'accroît et le volcanisme reprend entre 7 et 5 millions d'années BP, au début du Pliocène,. Le volcanisme qui donne naissance au mont Rainier fait partie d'une formation géologique nommée « formation Lily » (2,9 millions d'années à 840 000 ans) et apparaît à la fin de celle-ci.
Le mont Rainier est un stratovolcan fortement érodé par les glaciations constitué principalement d'andésite et d'andésite basaltique par dépôts successifs de coulées de lave, de laves torrentielles et d'éjectas.

### Climat
En raison de son altitude dépassant de 2 000 mètres les crêtes de la chaîne des Cascades, le mont Rainier constitue une véritable barrière pour les masses d'air humide venant de l'océan Pacifique situé à 160 kilomètres à l'ouest. L'accumulation de nuages provoque d'importantes précipitations, principalement sur les versants Sud et Ouest. Celles-ci se manifestent abondamment sous forme de neige. C'est ainsi que le record de précipitations neigeuses en un an a été relevé sur le volcan. Alors qu'en moyenne il tombe seize mètres de neige par an, il en est tombé 28,5 mètres lors de l'hiver 1971-1972 dans la station de relevé de Paradise Ranger située à 1 647 mètres d'altitude. Ce record a été battu en 1998 par un volcan proche, le mont Baker.
| Mois                                 | Janv | Fév  | Mars | Avr  | Mai  | Juin | Juil | Août | Sept | Oct | Nov | Déc  | Année |
| ------------------------------------ | ---- | ---- | ---- | ---- | ---- | ---- | ---- | ---- | ---- | --- | --- | ---- | ----- |
| Températures maximales moyennes (°C) | 0,5  | 2,0  | 3,0  | 7,0  | 10,0 | 14,0 | 18,0 | 17,0 | 14,0 | 9,0 | 5,0 | 1,0  | 7,0   |
| Températures minimales moyennes (°C) | -5,5 | -5,5 | -5,5 | -2,8 | 0,0  | 6,7  | 6,7  | 6,1  | 3,9  | 0,5 | 2,8 | -6,0 | 0     |

### Faune et flore
Le sommet du mont Rainier est un milieu naturel difficile pour la faune et la flore. Celles-ci sont de ce fait surtout présentes à basse altitude sur les flancs du volcan et dans tout le parc national du mont Rainier entourant la montagne. Toutefois, le dénivelé d'environ 4 000 mètres entre le point le plus bas du parc et le sommet du volcan crée une multitude de biotopes différents.

#### Faune

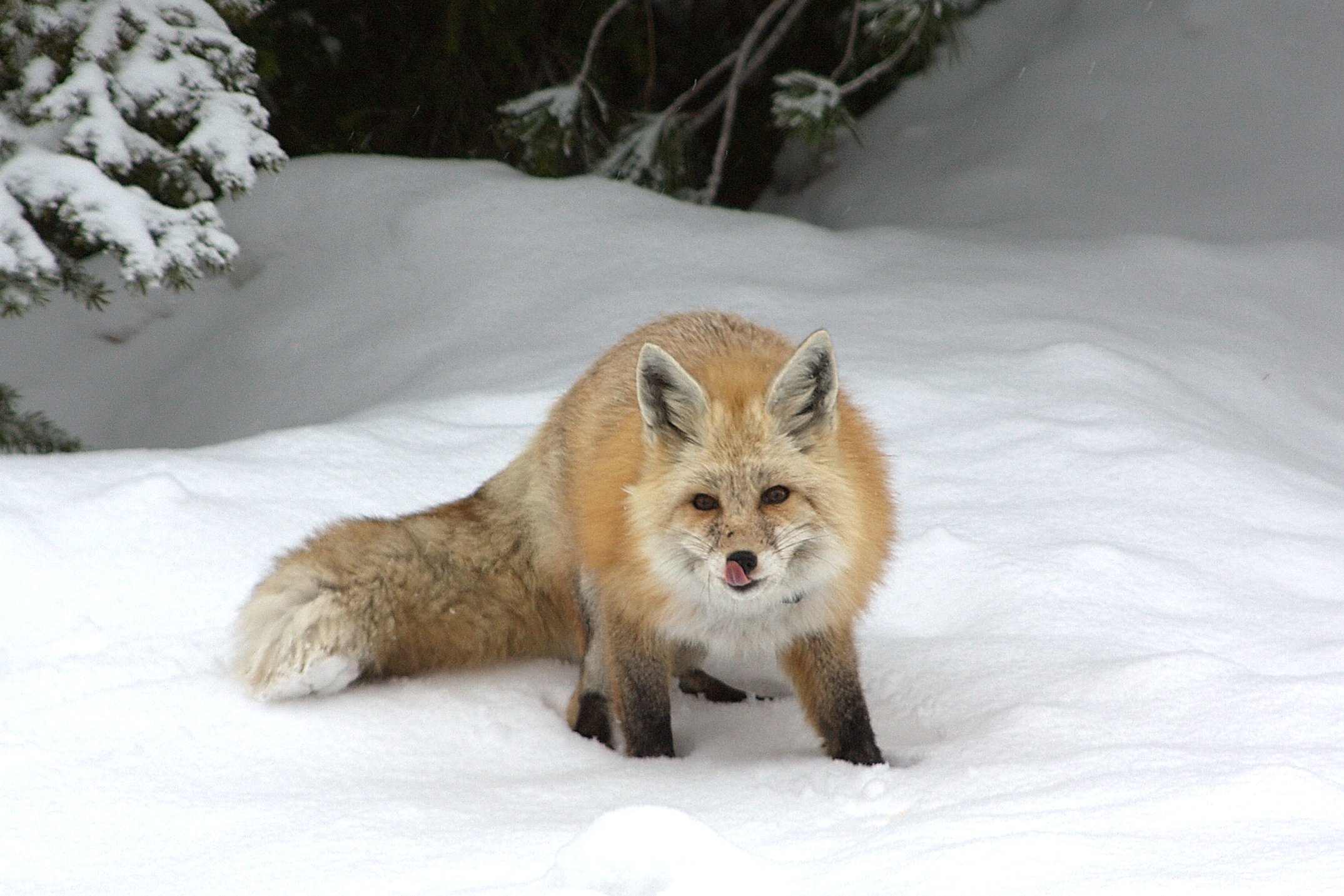
Vulpes vulpes cascadensis en hiver dans la zone Paradise.

Les espèces animales présentes dans le parc sont composées d'environ 159 espèces d'oiseaux, 63 espèces de mammifères, 16 espèces d'amphibiens, 5 espèces de reptiles, 18 espèces de poissons et une multitude d'espèces d'insectes. Trois espèces d'oiseaux et une espèce de poissons présentes dans le parc sont inscrites sur la liste des espèces menacées.
Parmi les mammifères présents, sont présents le cerf à queue noire, l'écureuil de Douglas, l'ours noir, la chèvre des montagnes Rocheuses en altitude et le wapiti.
Parmi les oiseaux, on peut citer la Chouette tachetée (menacée), le bruyant Geai de Steller, le Guillemot marbré, le Pygargue à tête blanche, le Faucon pèlerin, l'Autour des palombes, l'Arlequin plongeur et le Moucherolle des saules.
Les poissons sont représentés par le saumon argenté, le saumon Chinook, l'omble de fontaine, la truite arc-en-ciel, le Salvelinus malma et le Salvelinus confluentus. La technique de l'empoissonnement des rivières est pratiquée par le National Park Service dans les cours d'eau entourant le volcan.
On retrouve également des insectes portés en altitude par les vents qui attirent par la même occasion des oiseaux en quête de nourriture.

#### Flore

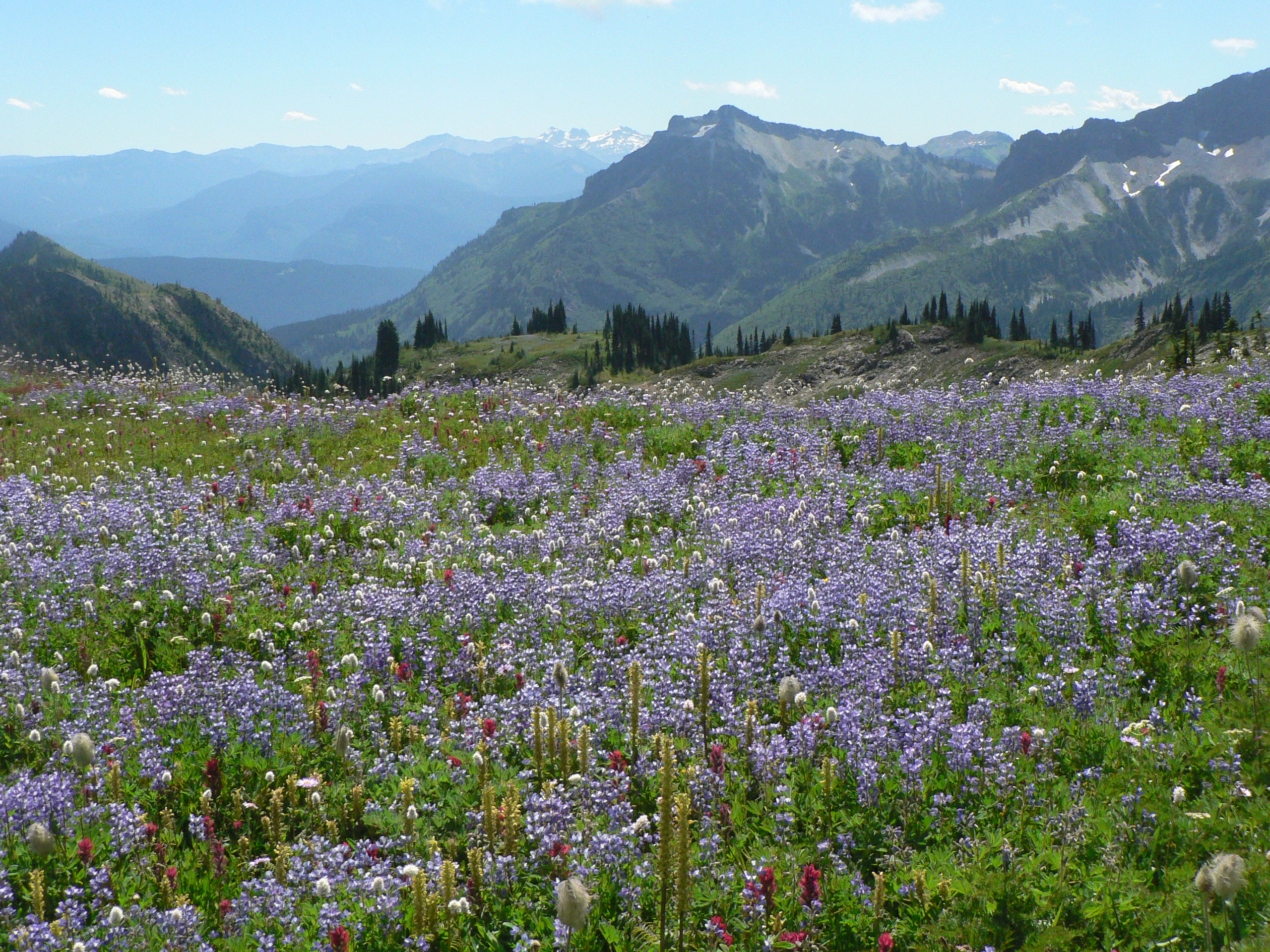
Vue d'une prairie alpine dans la zone Paradise.

Environ 58 % du parc sont recouverts de forêts, 23 % sont recouverts de végétation subalpine et 19 % de végétation alpine. L'âge de la forêt varie de cent ans aux endroits où le volcan a été dernièrement actif jusqu'à 10 000 ans dans les zones préservées par l'activité du volcan.
La forêt à basse altitude est en grande partie composée de conifères. On trouve ainsi le sapin de Douglas, le thuya géant de Californie, le sapin de Vancouver, le sapin subalpin, la pruche de l'Ouest, le pin argenté, le sapin gracieux. Les espèces végétales présentes dans le parc sont composées d'environ 800 plantes vasculaires. À moyenne altitude, on trouve la pruche subalpine, le cyprès de Nootka et le pin à écorce blanche.
Au-dessus de 2 000 mètres d'altitude apparaît la végétation alpine composée d'herbes et d'arbustes s'effaçant petit à petit avec l'altitude au profit de rochers, de glace et de neige. La moitié de cette zone alpine est en effet recouverte de neiges éternelles et de glace. Les plantes à cette altitude sont par exemple la myrtille, l'hellébore verte, le pied de chat et le lupin arctique.

## Histoire

### Histoire éruptive
Les premières coulées de lave du mont Rainier remontent à environ 840 000 ans. Elles forment un volcan primitif. Le cône actuel du volcan date d'environ 500 000 ans.
Le mont Rainier a été à l'origine de grandes coulées de boue mélangeant des cendres et de la glace fondue par la chaleur du volcan. Il a été dans le passé plus élevé qu'aujourd'hui avec une altitude d'environ 4 875 mètres mais un glissement de terrain du nom d'Osceola abaisse la hauteur du sommet, il y a environ 5 000 ans. Des coulées ont ainsi atteint le Puget Sound et la région des villes de Seattle et Tacoma. Depuis, des éruptions de lave ont façonné le nouveau cône du volcan. Il y a environ 550 ans, un glissement de terrain de plus faible ampleur, du nom d'Electron, se produit. L'éruption la plus récente enregistrée se déroule entre 1820 et 1854. Néanmoins, des témoins auraient aperçu des activités éruptives en 1870, 1879, 1882 et 1894. Ces éruptions sont cependant incertaines et n'ont pas laissé de dépôts identifiables. Celle de 1894, une éruption phréatique, est jugée possible, sans être pour autant attestée.

### Histoire humaine
À l'arrivée des Européens, les régions environnantes sont peuplées d'Amérindiens vivant de la chasse, de la pêche et de la cueillette dans les forêts. Les tribus représentées sont les Nisqually, les Cowlitz, les Yakamas, les Puyallups et les Muckleshoot. Les plus anciennes traces d'occupation humaine, à savoir des outils en pierre taillée et des abris temporaires, remontent à 8 500 ans et traduisent une présence saisonnière entre la zone subalpine et l'étagère alpin inférieur.
L'explorateur de la Royal Navy George Vancouver et son équipage du HMS Discovery reconnaissent le Puget Sound au cours de l'expédition Vancouver en 1792 et deviennent les premiers Européens à documenter l'observation du volcan le 7 mai,, bien que les Espagnols aient pu l'apercevoir, sans toutefois le rapporter, en naviguant dans le détroit de Juan de Fuca sous le commandement de Juan José Pérez Hernández en 1774 puis celui de Juan Francisco de la Bodega y Quadra en 1775, voire les Britanniques dès 1778 à la suite de James Cook, stimulés par la traite de fourrures.
En 1833, le docteur William Fraser Tolmie explore la zone à la recherche de plantes médicinales. Il précède des explorateurs à la recherche d'aventures. En effet, Hazard Stevens et P. B. Van Trump (en) reçoivent des acclamations à leur retour dans la ville d'Olympia après leur première ascension de la montagne en 1870.
En 1883, James Longmire, alors qu'il redescend de la montagne, découvre une source thermale. Elle conduit à l'installation d'un spa et d'un hôtel ; les touristes affluent pour profiter de ses vertus. Plus tard, le quartier général du parc national est établi dans un premier temps à Longmire pour cette raison ; des inondations à répétitions obligent son déménagement. Un musée, un bureau de poste, une station à essence, une bibliothèque et un magasin de souvenirs sont installés, dont les bâtiments sont pour beaucoup classés au Registre national des lieux historiques. Longmire demeure le deuxième lieu le plus visité du parc.

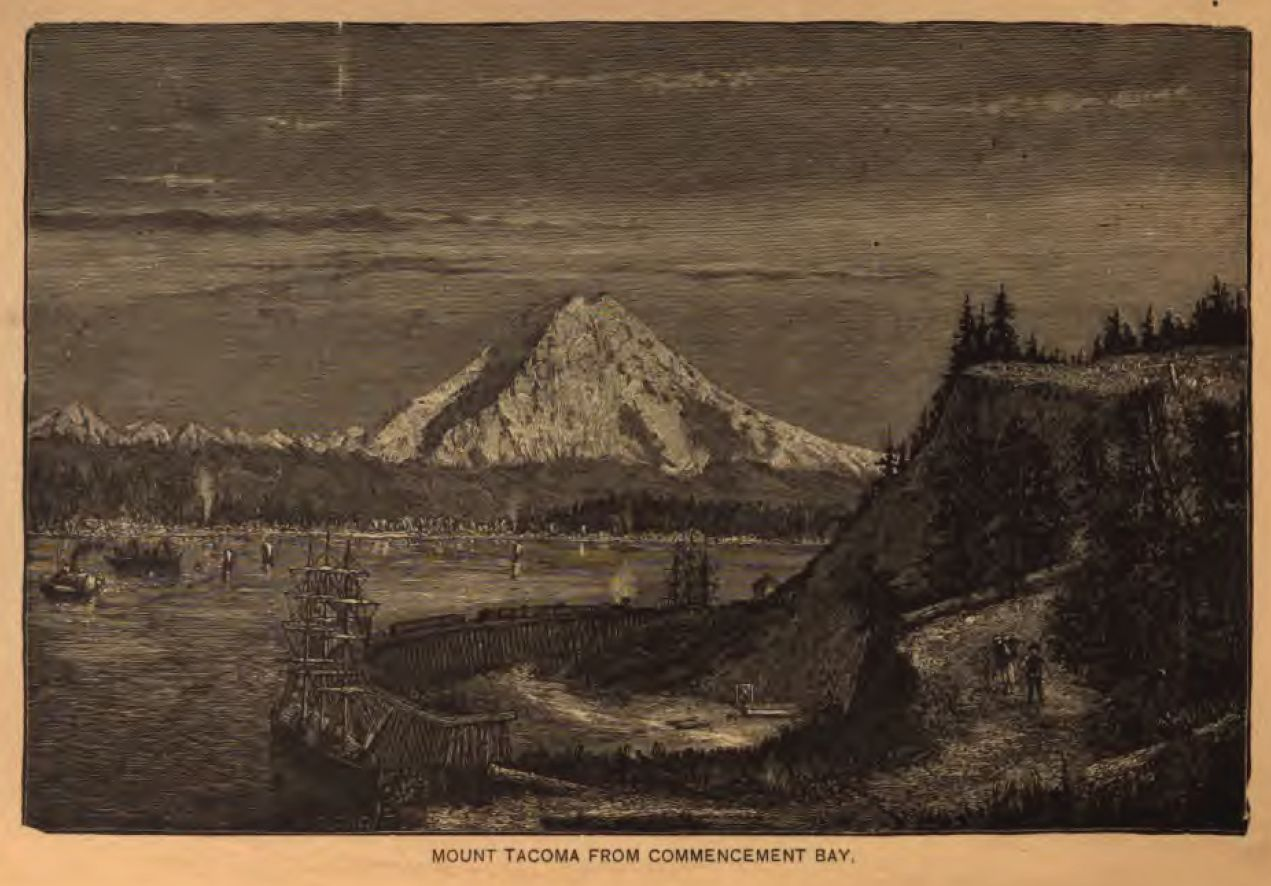
Représentation depuis la baie du Commencement en 1888.

John Muir gravit à son tour le mont Rainier en 1888 et, bien qu'il apprécie la vue, il dit la préférer d'en bas. Muir prône la protection de la montagne. Ainsi, en 1893, la zone est intégrée à la Pacific Forest Reserve dans le but de protéger ses ressources naturelles et économiques, en premier lieu forestières et hydrographiques. La création d'un parc national est rapidement imaginée dans le but d'attirer des touristes dans la région. Le 2 mars 1899, le président américain William McKinley crée le parc national du mont Rainier ; il s'agit du cinquième du pays.
La première femme au sommet est Fay Fuller, accompagnée par Van Trump et trois autres guides, en 1890. La première victime recensée lors d'une ascension est Edgar McClure, professeur de chimie à l'Université de l'Oregon, le 27 juillet 1897. Durant la descente dans la pénombre, il enjambe un rocher, glisse et percute mortellement un affleurement rocheux plus bas, désormais connu sous le nom de rocher McClure. L'accident d'alpinisme le plus grave survient le 21 juin 1981, lorsque dix grimpeurs et leur guide meurent dans une chute de sérac sur le glacier Ingraham.
Le 10 décembre 1946, un avion de transport militaire Curtis Commando R5C s'écrase sur le glacier South Tahoma, tuant les 32 marines à bord, ce qui constitue l'accident le plus mortel sur la montagne. Le 24 juin 1947, c'est au-dessus du mont Rainier que l'aviateur Kenneth Arnold rapporte l'observation d'une formation de neuf objets volant non identifiés. Sa description est à l'origine de l'expression « soucoupe volante ».

## Activités

### Randonnée et alpinisme

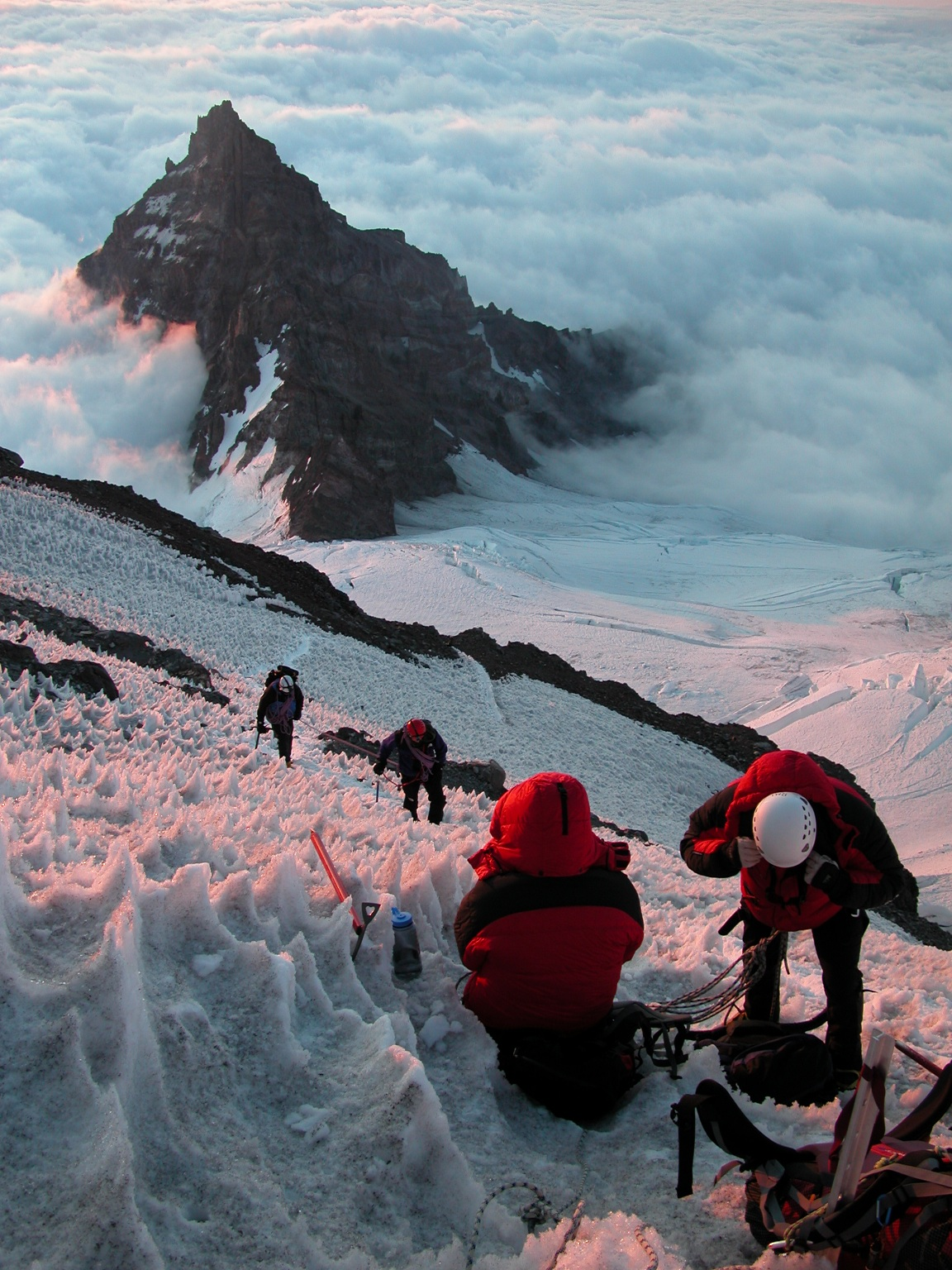
Vue de grimpeurs traversant le glacier Ingraham, avec le pic Little Tahoma en contrebas en arrière-plan.

Autour du mont Rainier, les touristes peuvent pratiquer la randonnée, pédestre ou à vélo, et en hiver en raquettes ou en ski de randonnée, permettant de visualiser celui-ci sous tous les angles. Il est possible de pratiquer le camping.
Le mont Rainier est également un haut lieu de l'alpinisme. Difficile, l'ascension nécessite la traversée d'importants glaciers et demande une grande expérience technique. Le dénivelé à franchir pour gravir le volcan est d'environ 2 750 mètres sur une distance de treize kilomètres au minimum. La durée de l'ascension est comprise entre deux et trois jours. Chaque année, 8 000 à 13 000 personnes tentent de gravir le sommet. Près de 90 % d'entre eux empruntent la voie normale sur le versant sud-est du volcan, dite « Disappointment Cleaver Route » (littéralement la « voie de l'arête de la Déception »), passant par le camp Muir, qui comprend un refuge. Elle est cotée II-III dans le système YDS. Une variante passe par le glacier Ingraham. L'autre voie menant au sommet implique la traversée du glacier Emmons, par le camp Schurman, sur le versant nord-est du volcan. Moins technique, elle est cotée II. Il existe une troisième voie, dite « Liberty Ridge Route » (littéralement la « voie de la crête de la Liberté ») traversant le glacier Carbon dans la face nord, cotée IV et considérée comme dangereuse, avec seulement 2 % du trafic mais 25 % des morts. Elle a été ouverte en 1935 par Ome Daiber, Arnie Campbell et Jim Burrow. Environ la moitié des tentatives d'ascension sont couronnées de succès, les échecs étant en général causés par de mauvaises conditions météorologiques obligeant l'arrêt de l'ascension. En moyenne, deux accidents mortels surviennent chaque année, causés par des chutes, des avalanches, des éboulements ou par hypothermie. Il est possible de gravir le mont Rainier en hiver mais les cordées sont obligatoirement composées de quatre à douze personnes et dirigées par des personnes expérimentées. Il est obligatoire de disposer d'un permis payant, valide pendant l'année courante, et de s'enregistrer pour toute ascension au-dessus de 3 000 mètres ou sur les glaciers. Les ascensions solitaires doivent faire l'objet d'une autorisation écrite de la part des autorités du parc.

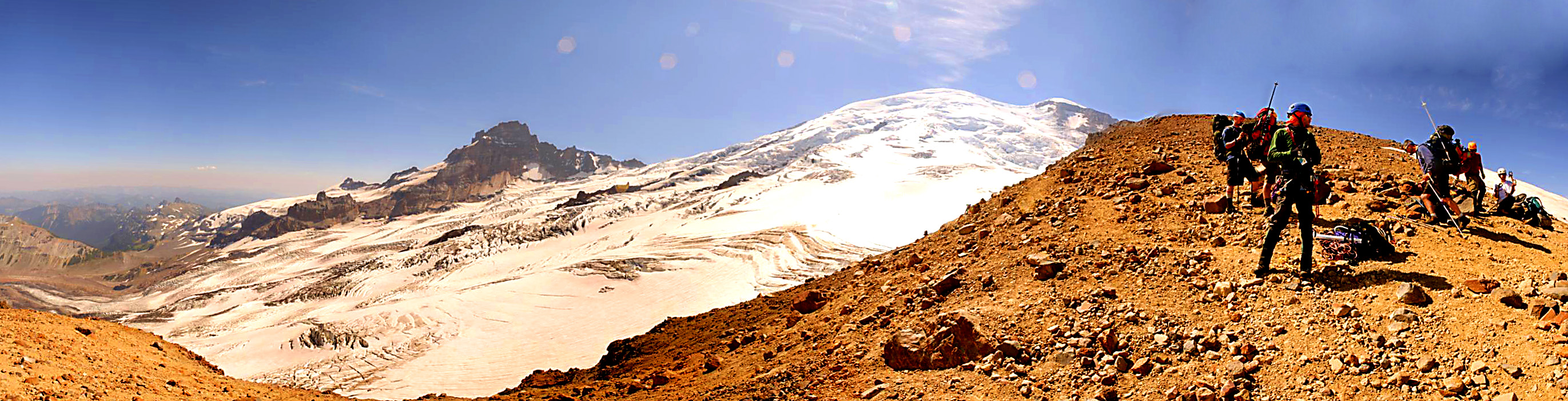
Vue du glacier Emmons depuis le camp Curtis lors de l'ascension du mont Rainier.

### Protection environnementale

Carte des zones protégées autour du mont Rainier (au nord).

Le mont Rainier est protégé au sein du parc national du mont Rainier qui est géré par le National Park Service et s'étend sur 957 km2. Il est entouré par la forêt nationale du mont Baker-Snoqualmie au nord et à l'ouest qui comprend le piémont occidental du mont Rainier, par la forêt nationale Gifford Pinchot au sud et par la forêt nationale de Wenatchee à l'est ; elles sont gérées par le Service des forêts des États-Unis. Celles-ci incluent, en bordure du parc national, l'aire sauvage Clearwater (Clearwater Wilderness), l'aire sauvage Glacier View (Glacier View Wilderness), l'aire sauvage Tatoosh (Tatoosh Wilderness) et l'aire sauvage William O. Douglas (William O. Douglas Wilderness). Le parc national accueille environ deux millions de visiteurs chaque année.

### Évaluation et prévention des risques

Carte des aléas volcaniques autour du volcan :
Coulées de laves et coulées pyroclastiques
Lahars de grande taille (type Electron)
Lahars de taille moyenne
Coulées de boue de petite taille (généralement non associées au volcanisme)
Inondations induites par des lahars
Zone inondable en cas de la rupture du barrage Alder
- Limites de comtés
- Limites du parc national du mont Rainier

Le danger principal du mont Rainier provient des possibles lahars car près de 150 000 habitants vivent sur d'anciens dépôts. Plusieurs localités comme Enumclaw, Orting, Kent, Auburn, Puyallup, Sumner et Renton seraient ainsi menacées au cas où une coulée de boue identique à celle d'Osceola se reproduisait. Une telle coulée serait susceptible d'atteindre l'estuaire de la Duwamish en détruisant plusieurs quartiers de la ville de Seattle. Des tsunamis dans le Puget Sound et dans le lac Washington seraient tout à fait envisageables. Le volcan pourrait aussi être à l'origine de nouvelles coulées de lave ou de coulées pyroclastiques.
Selon l'Institut d'études géologiques des États-Unis, c'est le troisième volcan le plus dangereux du pays après le Kīlauea et le mont Saint Helens. Il est classé en tant que volcan de la décennie, comme l'un des plus susceptibles à causer des pertes humaines en cas d'éruption. Bien qu'aucune menace d'éruption n'ait été perçue depuis le XXe siècle, les volcanologues n'excluent pas ce risque à l'avenir et le volcan est surveillé en permanence. Pour ce faire, un réseau de capteurs sismiques a été installé. En moyenne, cinq séismes sont enregistrés chaque mois dans la zone sommitale. Des essaims de séismes de cinq à dix secousses profondes en l'espace de deux ou trois jours se produisent régulièrement à quatre kilomètres environ sous le sommet, en lien avec une circulation du magma. Des systèmes d'alerte et des routes d'évacuation existent depuis 1998, à l'instigation de l'Institut d'études géologiques des États-Unis, et sont maintenus par le département de la sécurité du comté de Pierce. Des exercices d'évacuation sont menés.

## Dans la culture
Le mont Rainier a fait l'objet de quatre tirages postaux. En 1934, il est représenté sur un timbre de 3 cents au sein d'une série consacrée aux parcs nationaux et apparaît sur un feuillet souvenir pour une convention philatélique. L'année suivante, ils font l'objet d'un tirage spécial à la demande du Postmaster General des États-Unis James Aloysius Farley pour être offerts à des officiels et à des soutiens. En raison de protestations du grand public, les « feuillets de Farley » sont reproduits en grand tirage. La réimpression est aisément distinguable de la version originale car elle est non-perforée.
Une pièce de 25 cents représentant le mont Rainier et un saumon est émise le 11 avril 2007 pour symboliser l'État de Washington.
Le groupe de metal Alice in Chains a sorti son sixième album intitulé Rainier Fog le 24 août 2018 en référence au mont Rainier.